# ماهامت دیاگوراگا
ماهامت دیاگوراگا (انگلیسی: Mahamet Diagouraga؛ زادهٔ ۸ ژانویهٔ ۱۹۸۴) بازیکن فوتبال اهل فرانسه است.
از باشگاه‌هایی که در آن بازی کرده‌است می‌توان به باشگاه فوتبال بولونیا، باشگاه فوتبال اسپال، باشگاه فوتبال کارپی، باشگاه فوتبال مودنا، و باشگاه فوتبال کیه‌وو ورونا اشاره کرد.
وی همچنین در تیم ملی فوتبال Mali U–20 بازی کرده‌است.